# Paris–Roubaix 1959

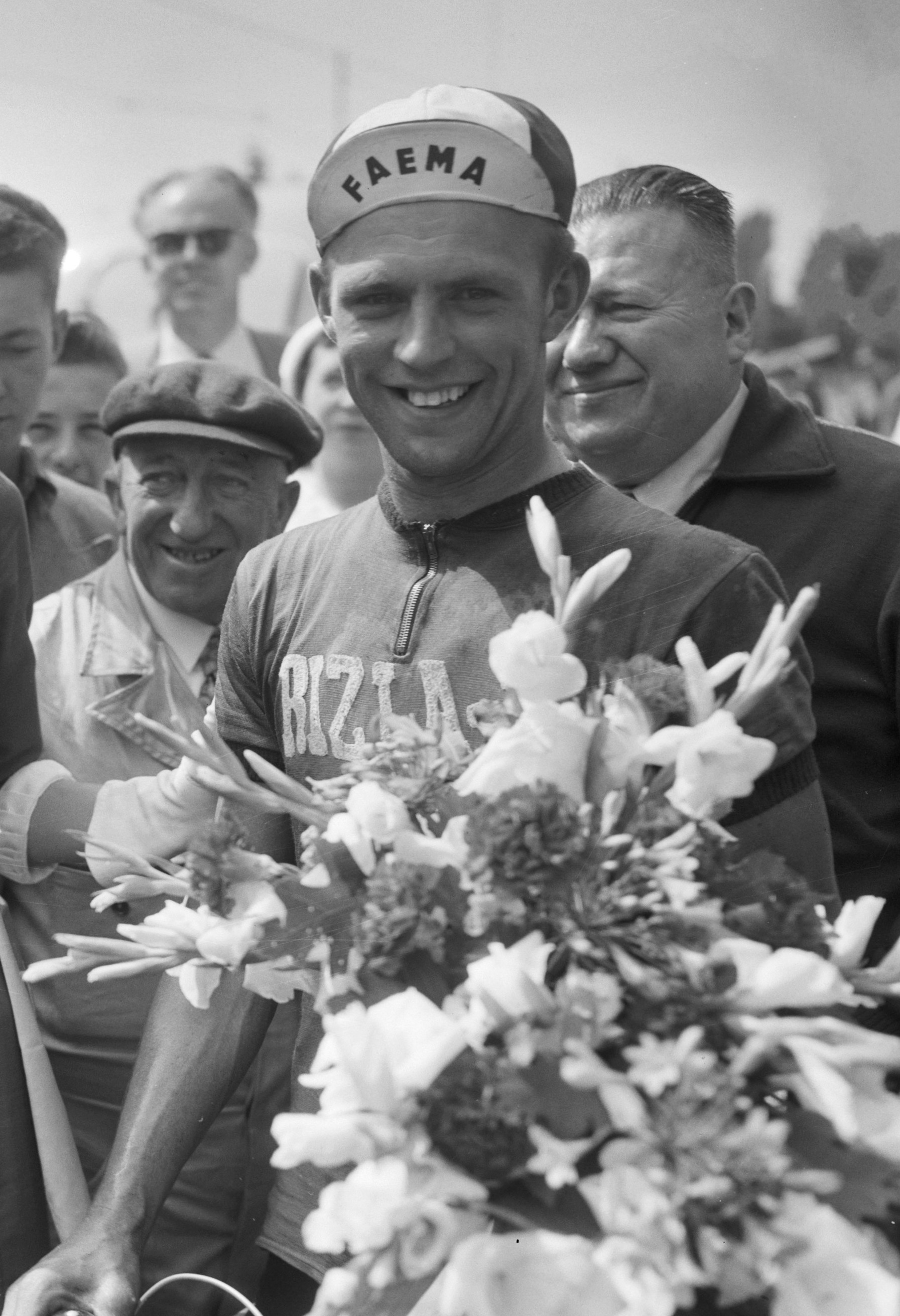
Noël Foré (1956)

Das Eintagesrennen Paris–Roubaix 1959 war die 57. Austragung des Radsportklassikers und fand am Sonntag, den 12. April 1959, statt.
Das Rennen führte von Saint-Denis, nördlich von Paris, nach Roubaix, wo es im Vélodrome André-Pétrieux endete. Die Strecke war 262,5 Kilometer lang. 76  Fahrer konnten sich platzieren. Der Sieger Noël Foré absolvierte das Rennen mit einer Durchschnittsgeschwindigkeit von 42,760 km/h.
Während des Rennens regnete es. Bei Amiens hatte sich eine Gruppe aus sieben Fahrern vom Peloton gelöst und wurde von einer weiteren Gruppe gejagt, in der sich einige Favoriten auf den Sieg befanden. Ein Motorrad prallte mit einigen der Verfolger zusammen und andere hatten Reifendefekte, so dass die Jagd auf die Führenden verpuffte. Aus der führenden Gruppe fuhren drei Fahrer nach vorne heraus: Noël Foré, Gilbert Desmet und Marcel Janssens. Foré gewann den Sprint in der Radrennbahn mit zwei Radlängen Vorsprung.